# Ciupercenii Noi
Ciupercenii Noi est une commune roumaine située dans le județ de Dolj.